# Лосано Барраган, Хавьер
Хавьер Лоса́но Баррага́н (исп. Javier Lozano Barragán; 26 января 1933, Толука-де-Лердо, Мехико — 20 апреля 2022, Рим) — мексиканский куриальный кардинал. Титулярный епископ Тинисьи ди Нимидии и вспомогательный епископ Мехико с 5 июня 1979 по 28 октября 1984. Епископ Сакатекаса с 28 октября 1984 по 7 января 1997. Присвоен титул архиепископа ad personam 7 января 1997. Председатель Папского Совета по пастырскому попечению о работниках здравоохранения с 31 октября 1996 по 18 апреля 2009. Кардинал-дьякон с титулярной диаконией Сан-Микеле-Арканджело с 21 октября 2003 по 12 июня 2014. Кардинал-священник с титулом церкви с Санта-Доротея с 12 июня 2014.

## Образование и священство
Родился 26 января 1933 года в Толуке (штат Мехико). Лосано Барраган обучался на священника в семинарии Саморы (Самора-де-Идальго, штат Мичоакан) и в Папском Григорианском университете (Рим), где получил лиценциат в философии и докторантуру в богословии.
Рукоположён 30 октября 1955 года, в капелле колледжа Пио-Латиноамерикано, в Риме. Рукополагал Карло Конфалоньери — титулярный архиепископ Никополи аль Несто, секретарь Священной Конгрегации Семинарий и Университетов.
В диоцезе Саморы он был профессором и префектом обучения в его семинарии; обременённый в постоянном формировании епархиального духовенства. Председатель мексиканского богословского общества. Директор Института пасторского богословия епископской конференции Латинской Америки (CELAM; Медельин, Колумбия).

## Епископ
Избран титулярным епископом Тинисьи ди Нимидии и назначен вспомогательным епископом Мехико 5 июня 1979 года. Хиротонисан 15 августа 1979 года в соборе Гваделупы, Мехико, кардиналом Эрнесто Коррипио Аумада — архиепископом Мехико, которому помогали кардинал Мигель Дарио Миранда-и-Гомес — бывший архиепископ Мехико и Хосе Есаул Роблес Хименес — епископ Саморы.
Перемещён в епархию Сакатекаса 28 октября 1984 года. Назначен председателем Папского Совета по пастырскому попечению о работниках здравоохранения 31 октября 1996 года. 7 января 1997 покинул пасторское управление епархией и ему был дарован титул архиепископа ad personam.

## Кардинал

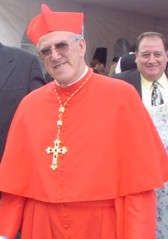

Архиепископ Лосано Барраган был возведён в кардиналы-дьяконы с титулярной диаконией Сан-Микеле-Арканджело, папой римским Иоанном Павлом II 21 октября 2003 года.
Кардинал Барраган стал средих первых, кто был готов продвигать канонизацию папы римского Иоанна Павла II после его смерти в апреле 2005 года, утверждая что в 1990 году выздоравление мальчика с конечной стадией лейкемии, кого папа римский благословлял — чудо, относящееся к Иоанну Павлу II. Лосано Барраган был также одним из кардиналов-выборщиков, которые участвовали в Папском Конклаве 2005 года, избравшем папу римского Бенедикта XVI.
18 апреля 2009 года папа римский Бенедикт XVI принял отставку кардинала Лосано Баррагана с поста председателя Папского Совета по пастырскому попечению о работниках здравоохранения и назначил на этот пост епископа Радома Зигмунт Зимовский, возведя его в ранг архиепископа.
26 января 2013 года кардиналу Лосано Баррагану исполнилось восемьдесят лет, и он потерял право на участие в Конклавах.
12 июня 2014 года возведён в кардиналы-священники с титулом церкви Санта-Доротея.